# Zone urbaine élargie

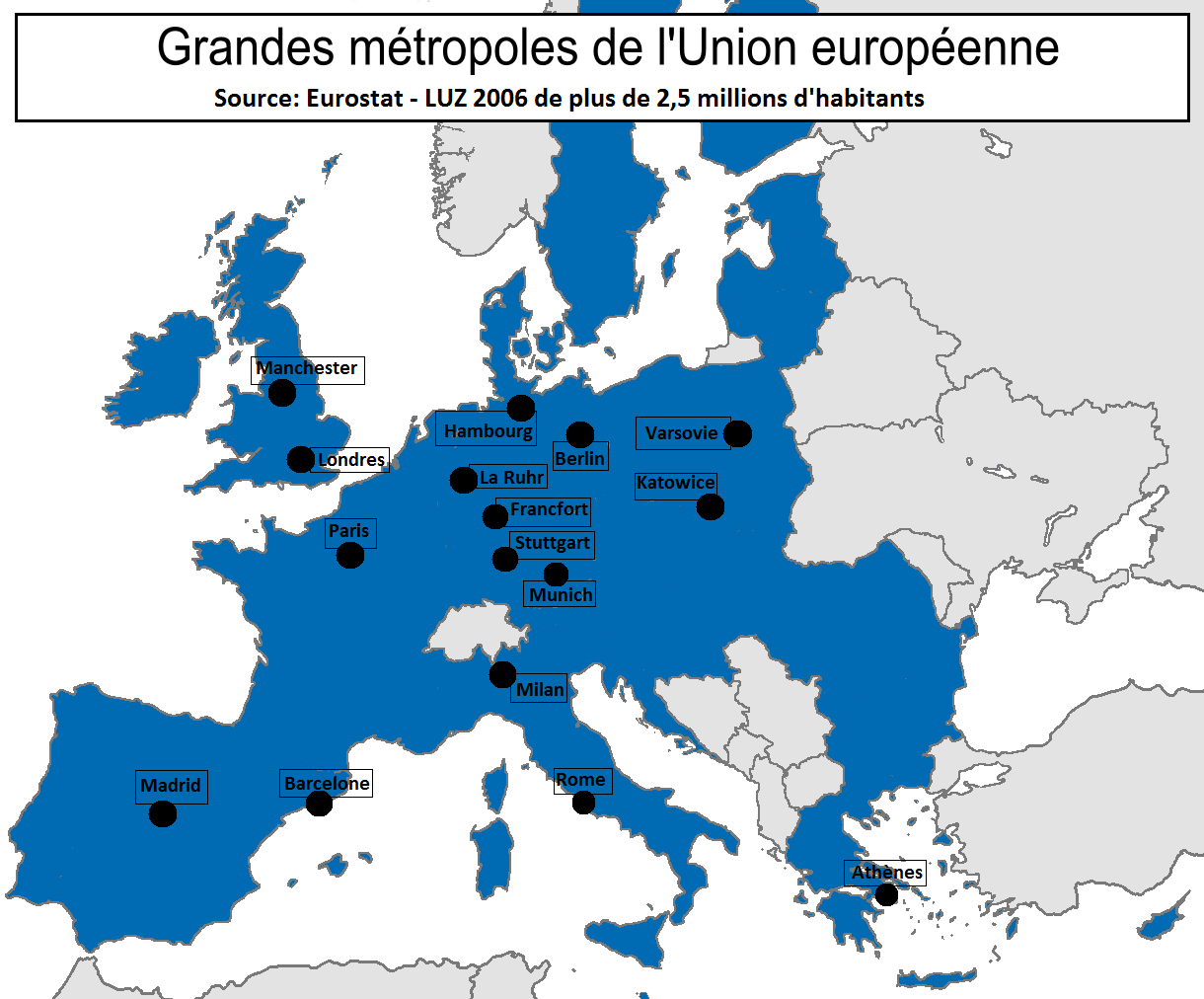
Grandes métropoles de l'Union européenne (LUZ - Eurostat)

Une zone urbaine élargie, aussi appelée zone urbaine fonctionnelle, est une ancienne entité statistique géographique créée pour permettre une comparaison plus pertinente des populations urbaines du continent européen. Elle visait à unifier les différentes méthodes de calcul des aires urbaines des divers services statistiques nationaux. Elle a été remplacée par la notion de zone urbaine fonctionnelle.

## Genèse du concept
Le concept de zone urbaine élargie a été défini par l'Eurostat et les différents offices statistiques nationaux en 2004, à l'occasion de l'Audit urbain de la Commission européenne, qui regroupe par ailleurs une série d’indicateurs statistiques liés à la qualité de vie. L’audit urbain analyse les principales villes des pays membres de l’Union européenne, des pays candidats et des pays de l’AELE.
On constate que certaines villes européennes n'ont pas fait l'objet d'estimations. Par ailleurs, les zones urbaines élargies de Marseille, Lille et Nice sont basées sur les aires urbaines définies par l'Insee.

## Évolution de la zone urbaine élargie au fil des différents audits urbains
En 2006, les zones urbaines élargies ont fait l'objet d'une actualisation importante à la suite de certaines critiques émises quant à l'harmonisation des données.
L'audit urbain IV avec les données des villes pour l'année 2008 a été partiellement publié en 2012 (toutes les villes ne sont pas encore disponibles telles que les villes françaises).
L'audit urbain V avec les données des villes pour l'année 2012 est publié en 2013 et contient 800 villes (contre 323 villes précédemment, mais les villes turques n'en feront plus partie, et sont ajoutées celles d'Islande).
Une nouvelle définition appelée zone urbaine fonctionnelle basée sur la définition de navettage remplace la définition actuelle de la zone urbaine élargie et inclut les 275 plus grandes villes de l'Union européenne, de l'Islande, de la Norvège, de la Suisse, des États-Unis, du Canada, du Mexique, du Japon et de la Corée du Sud.

## Zones urbaines élargies de plus de 500000 habitants en 2018

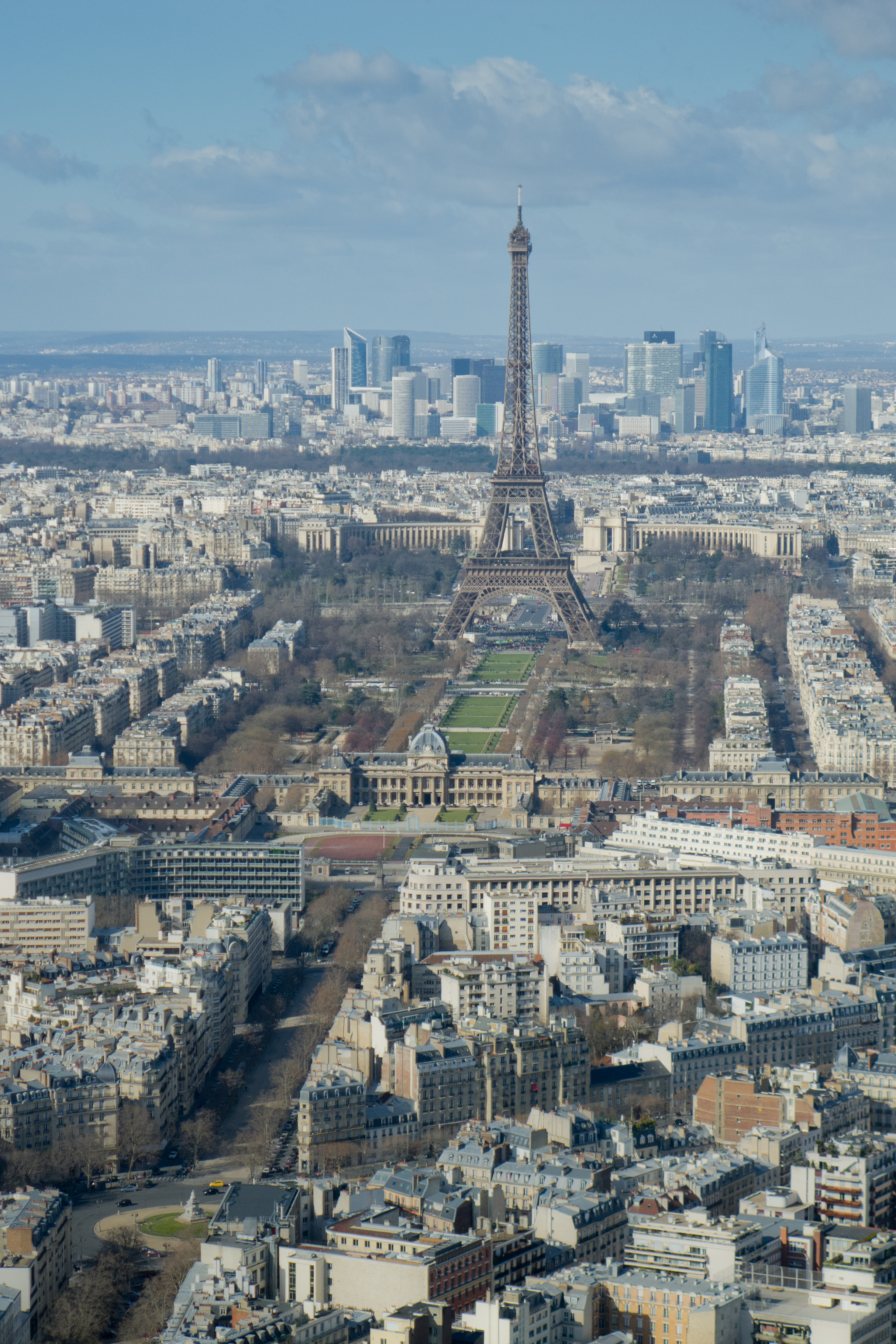
Paris

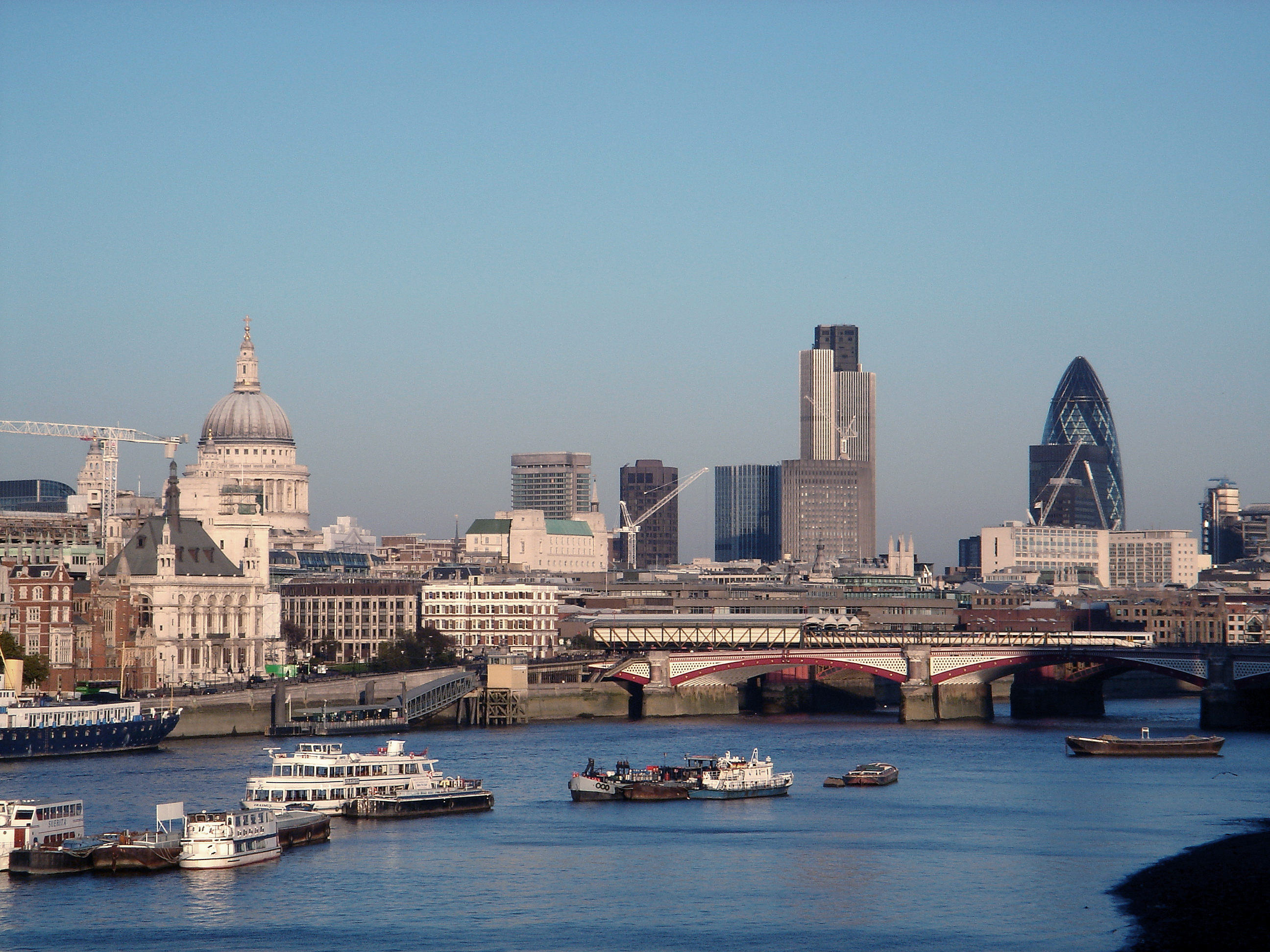
Londres

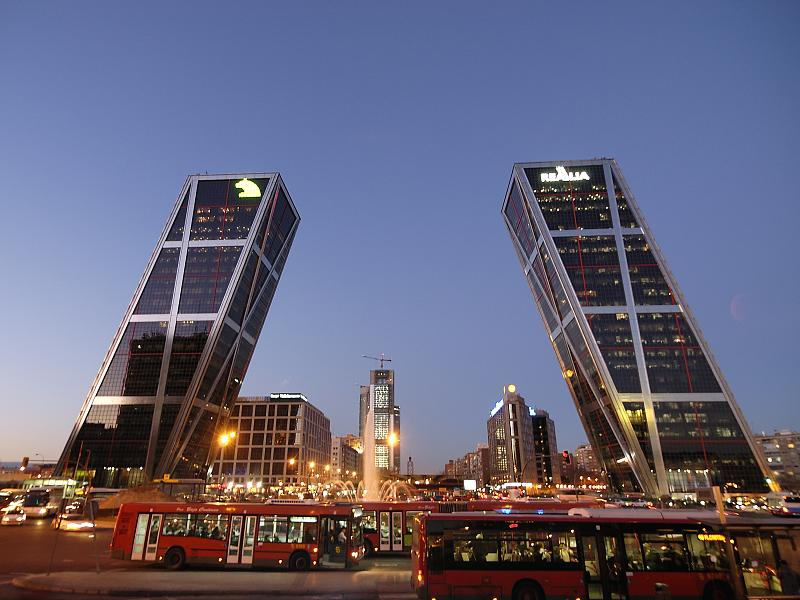
Madrid

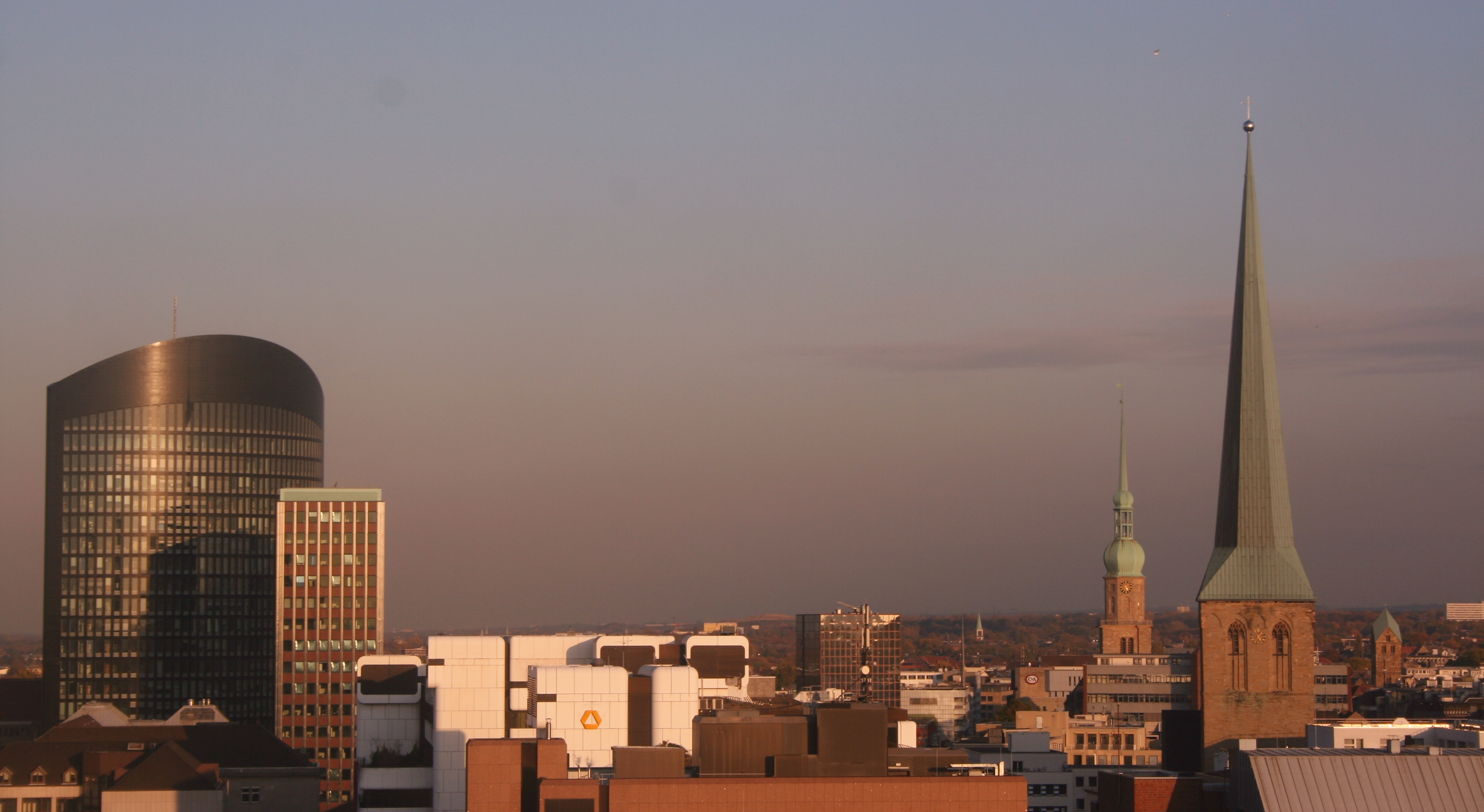
Dortmund (Ruhr)

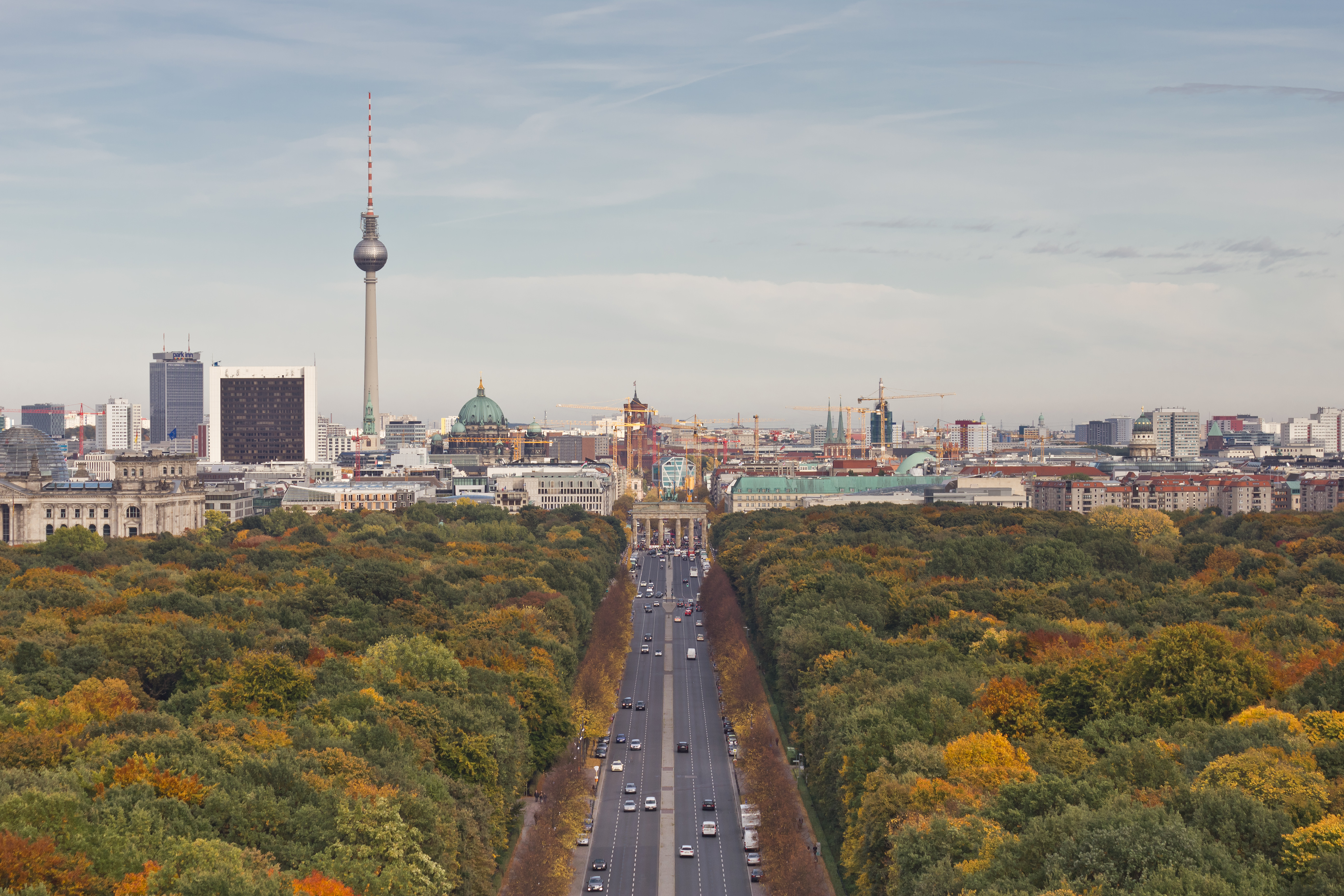
Berlin

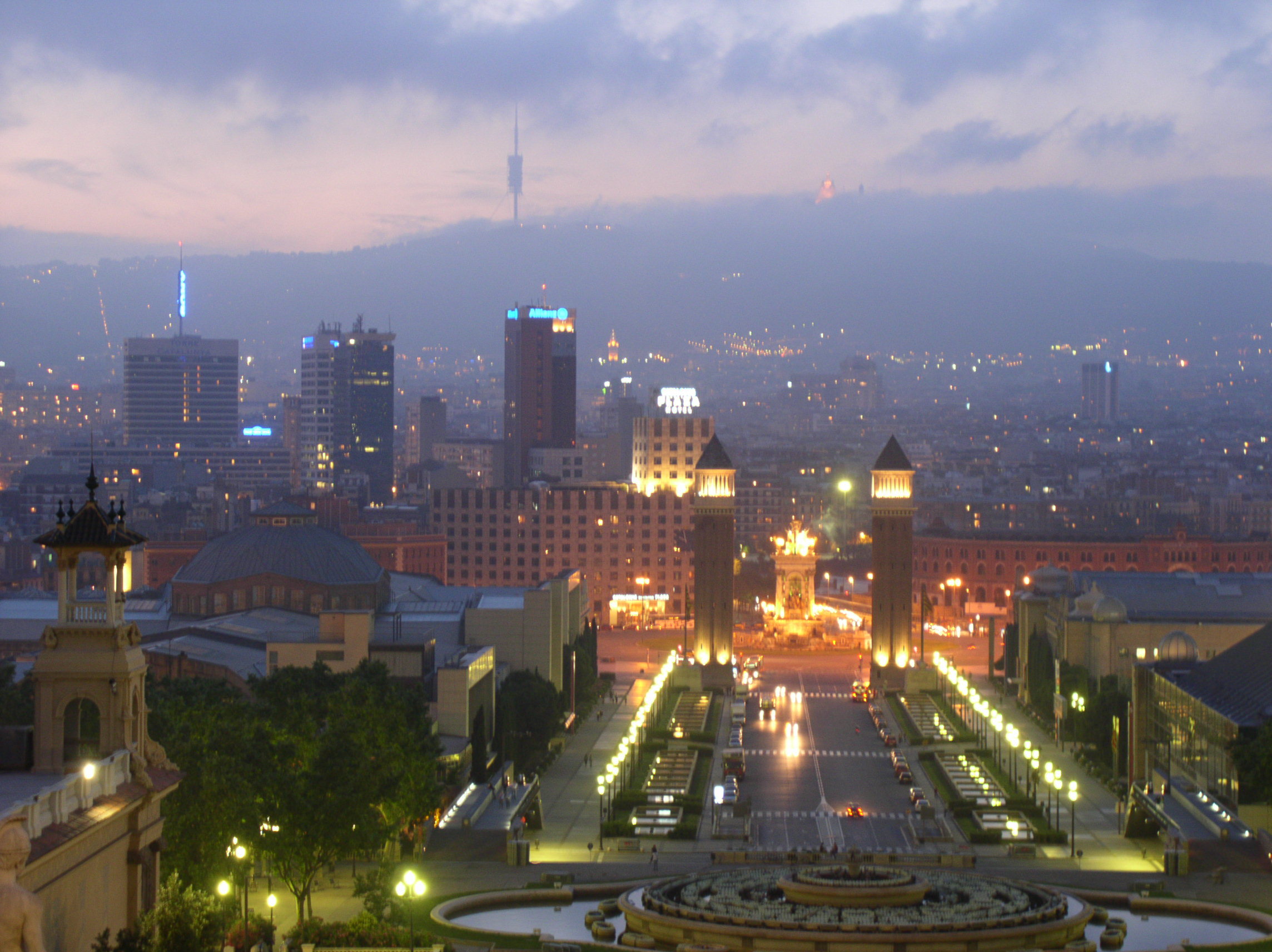
Barcelone

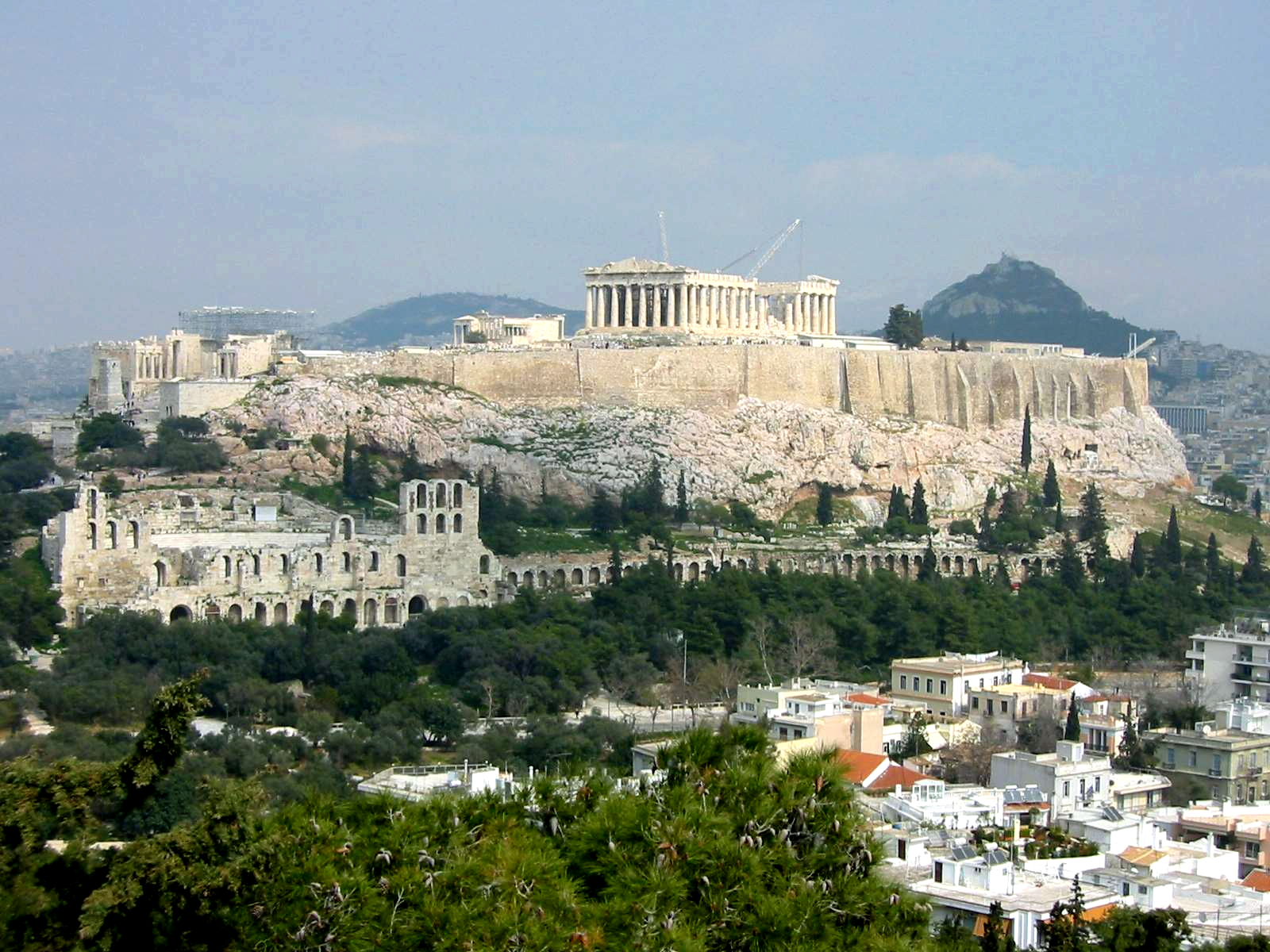
Athènes

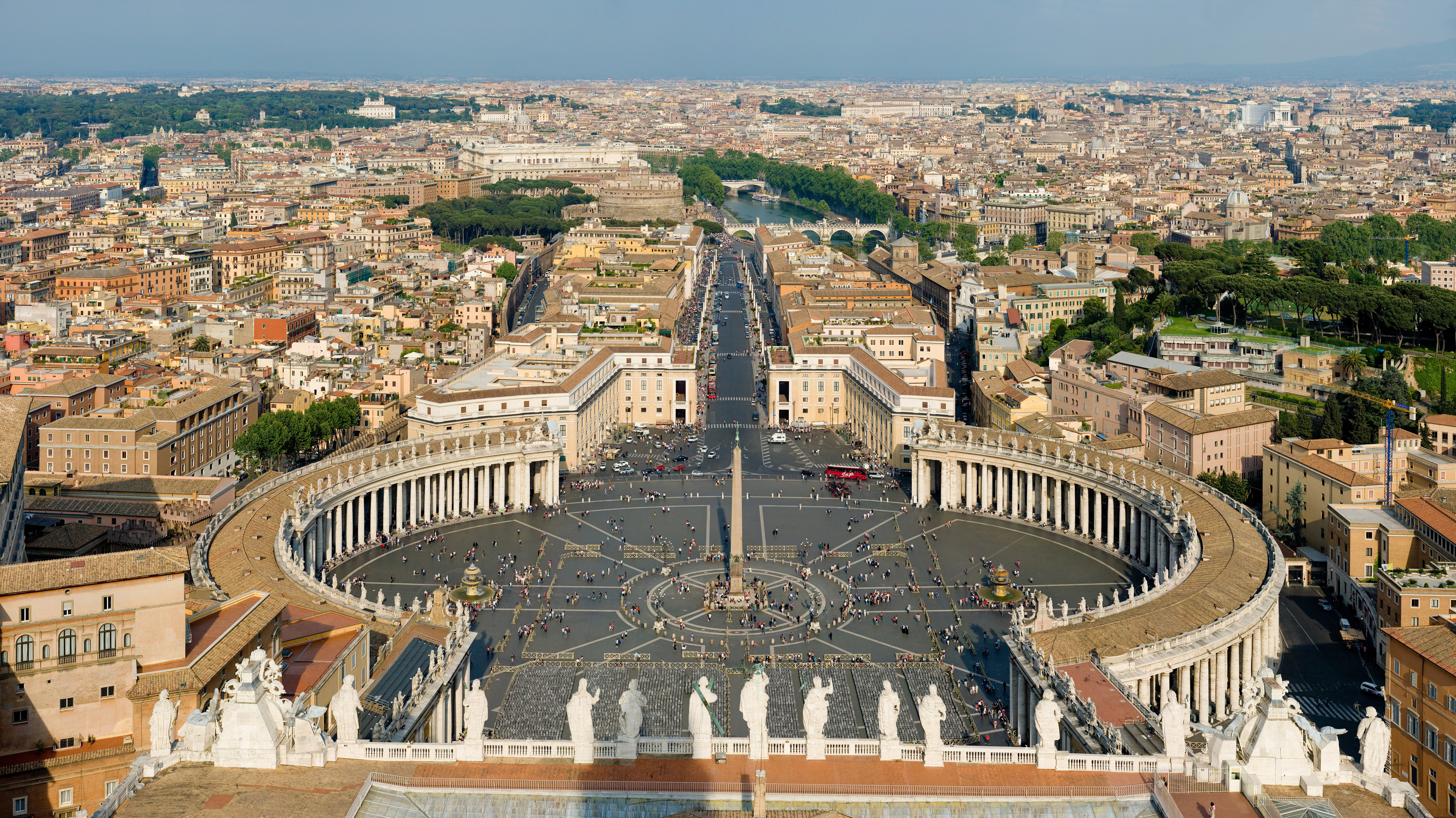
Rome

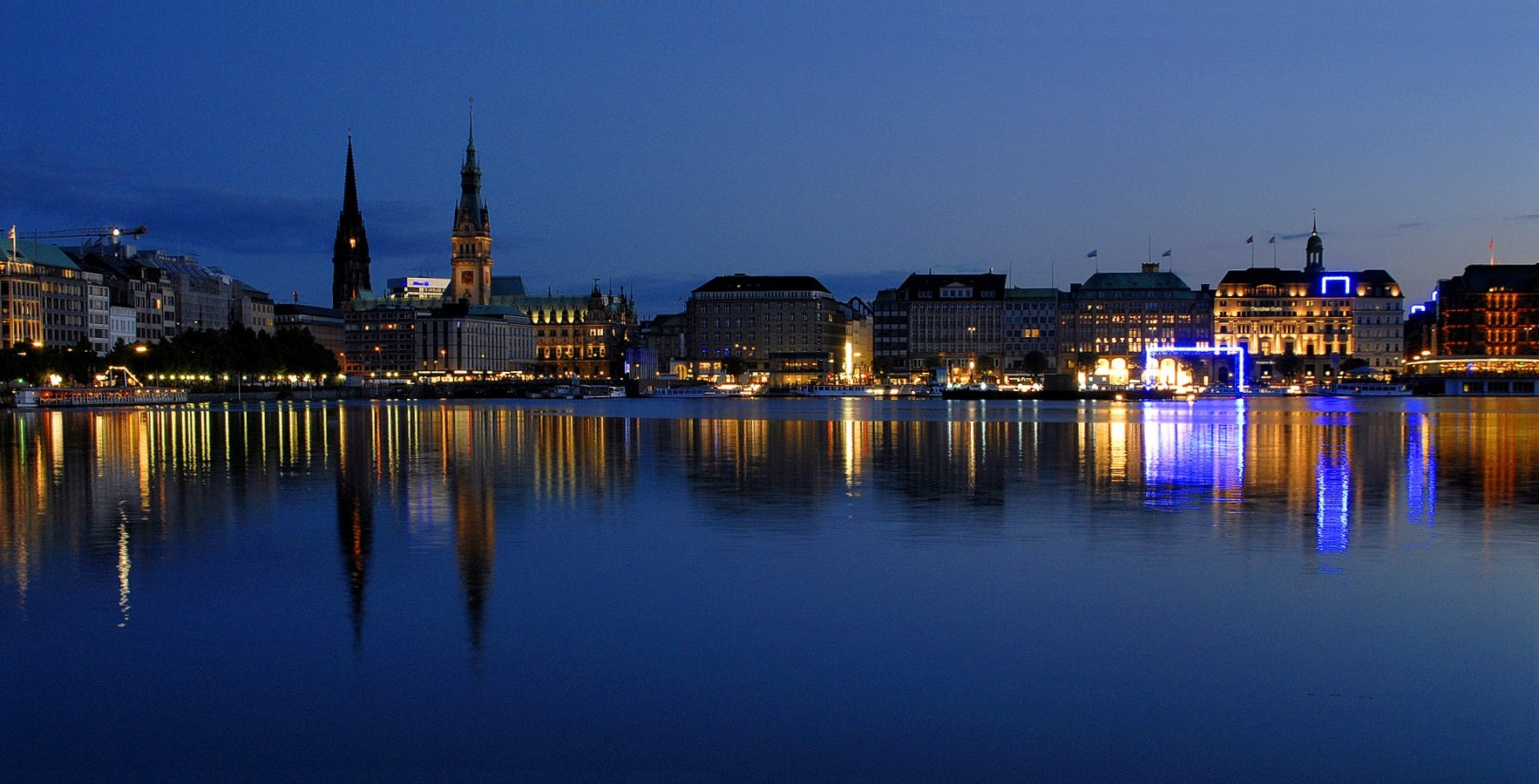
Hambourg

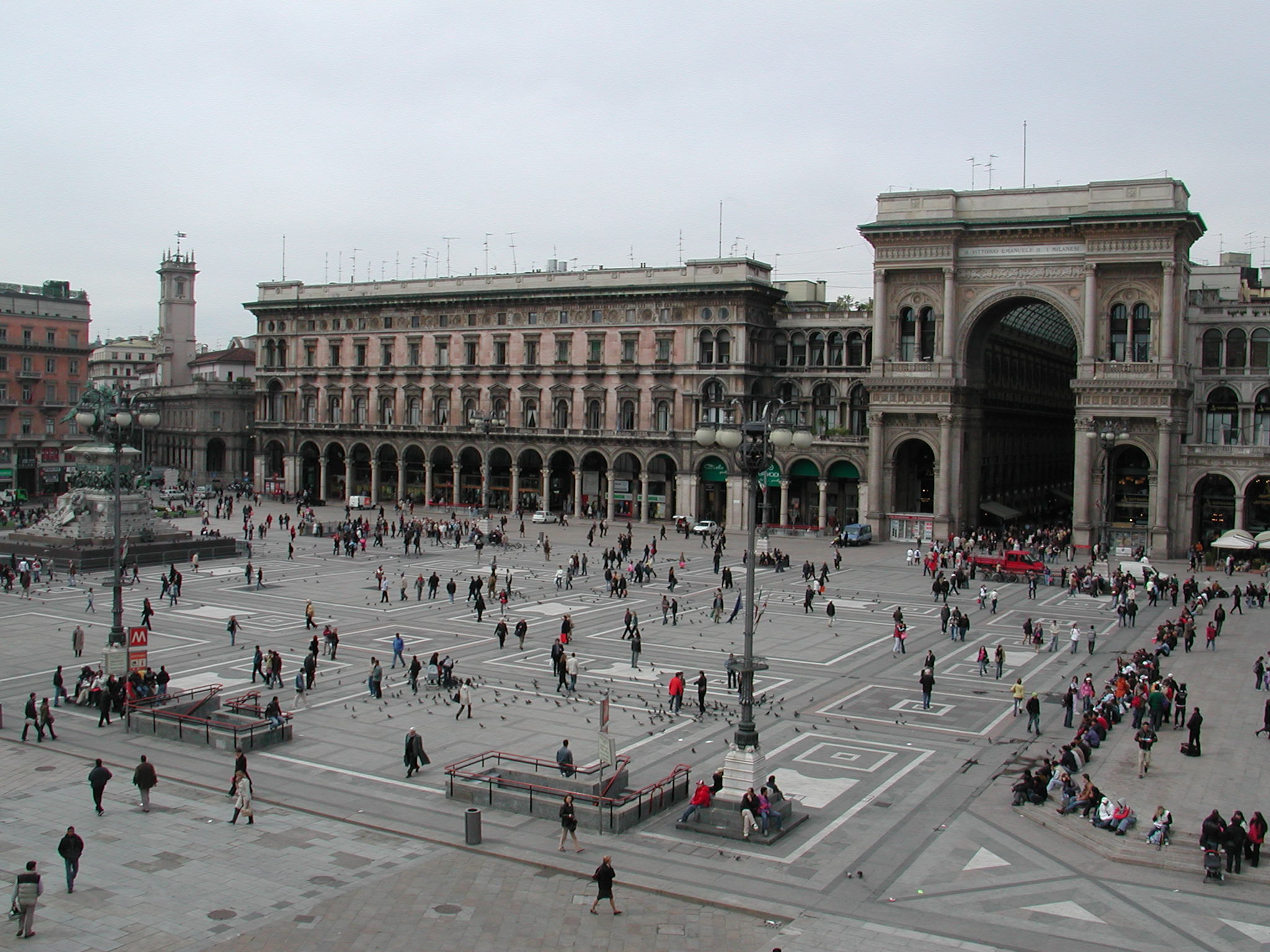
Milan

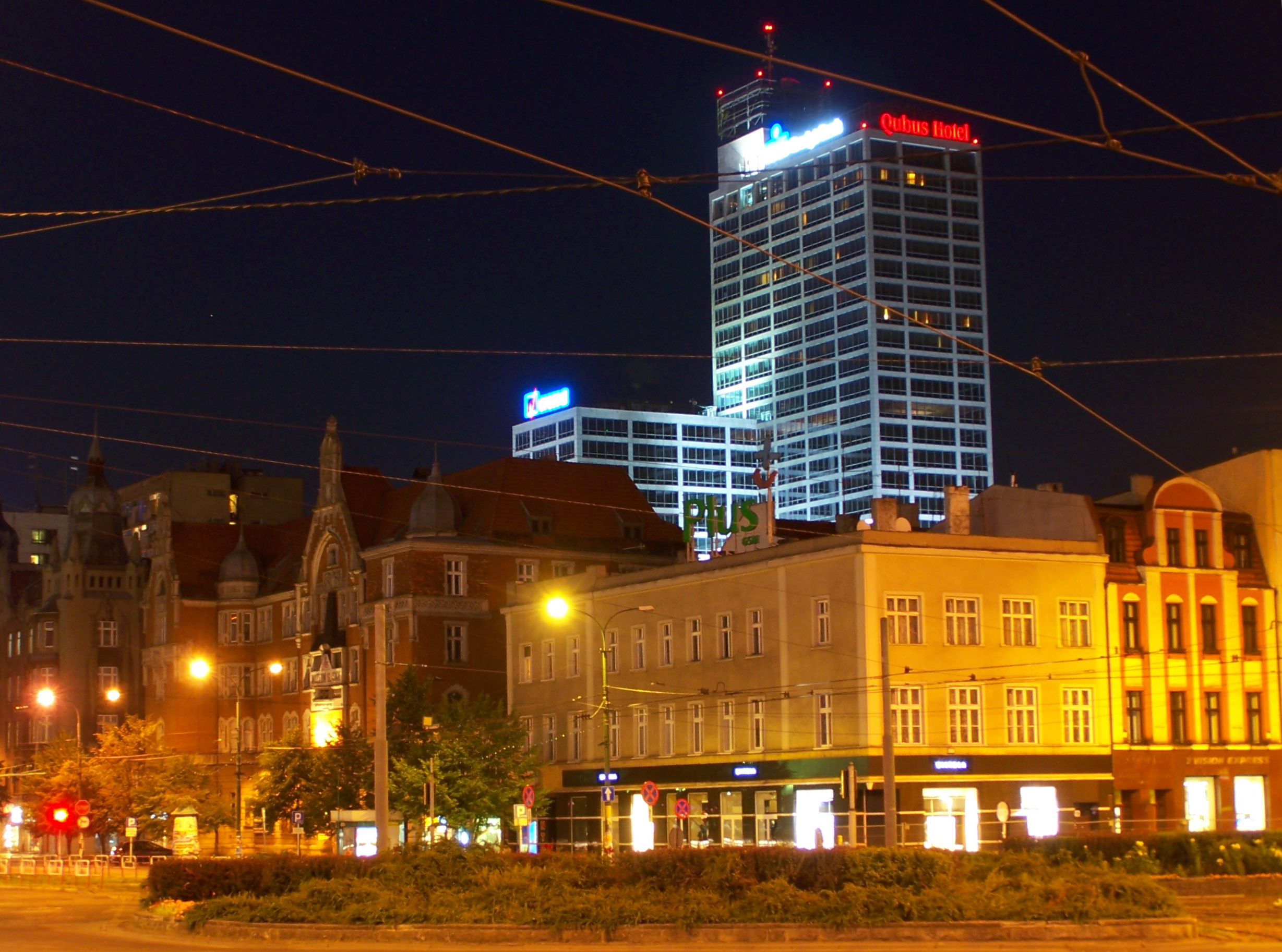
Katowice

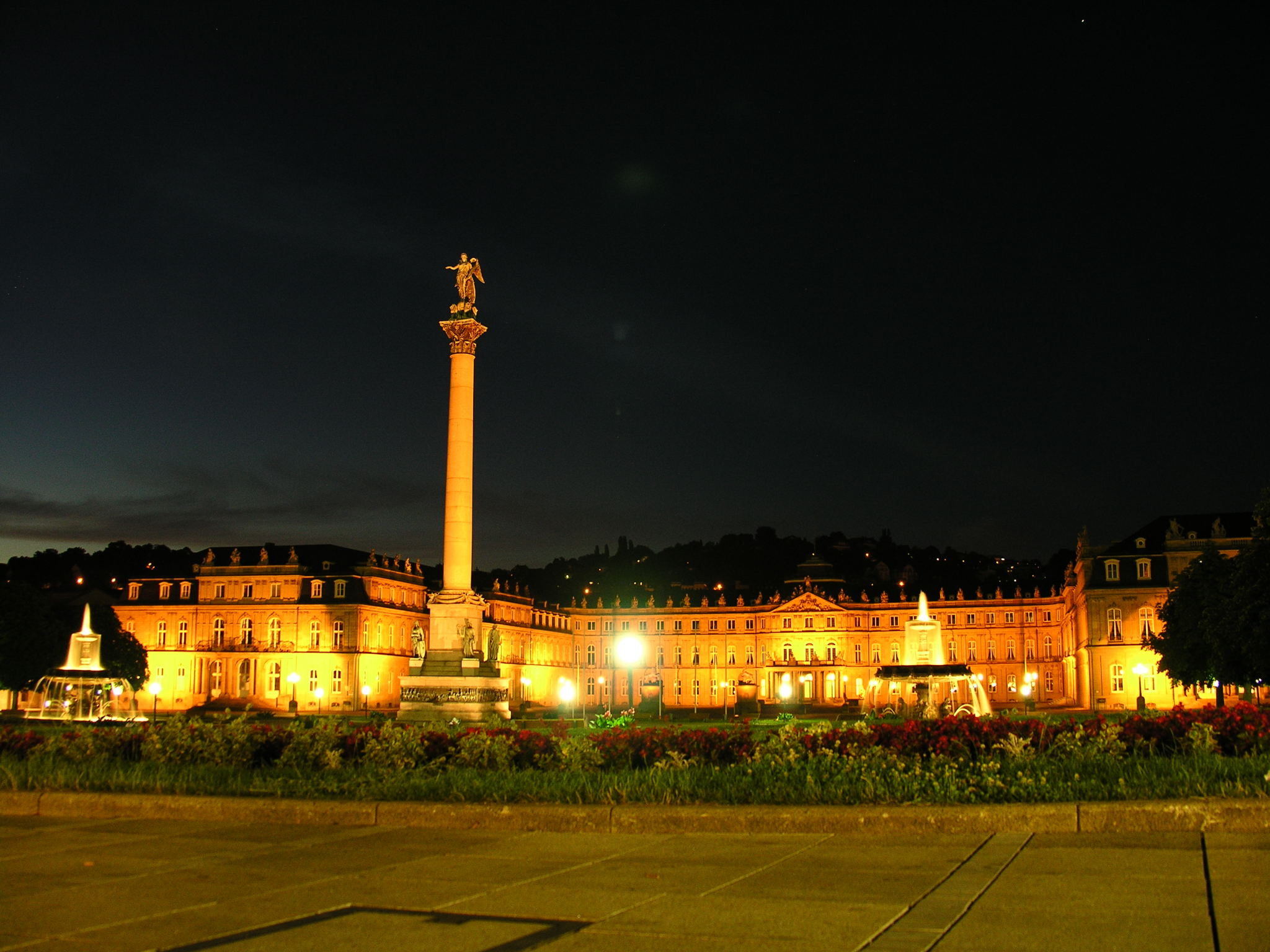
Stuttgart

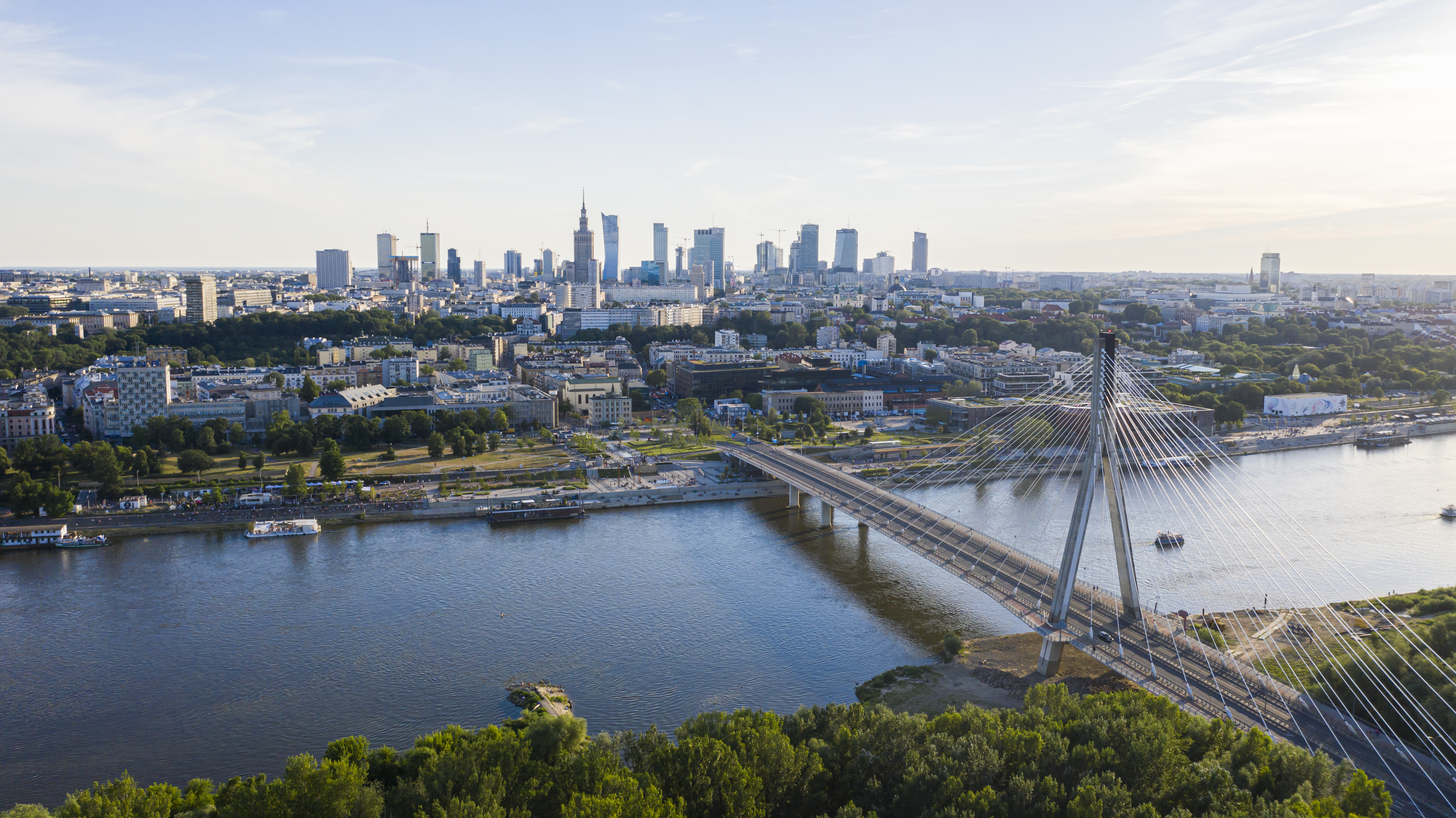
Varsovie

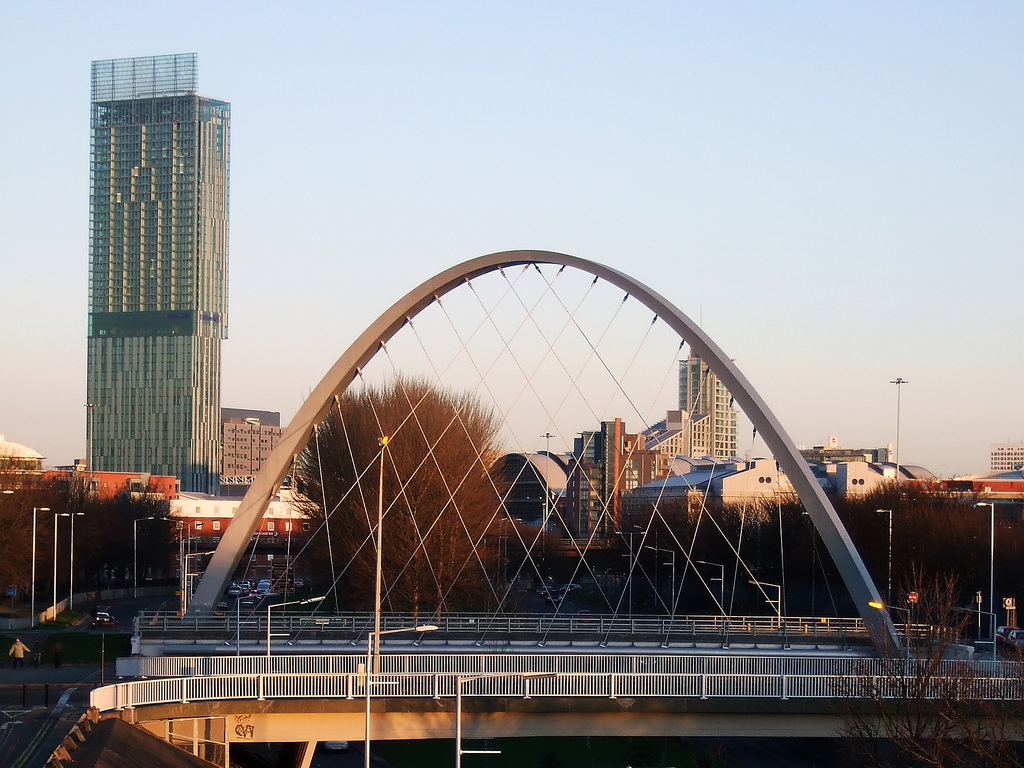
Manchester

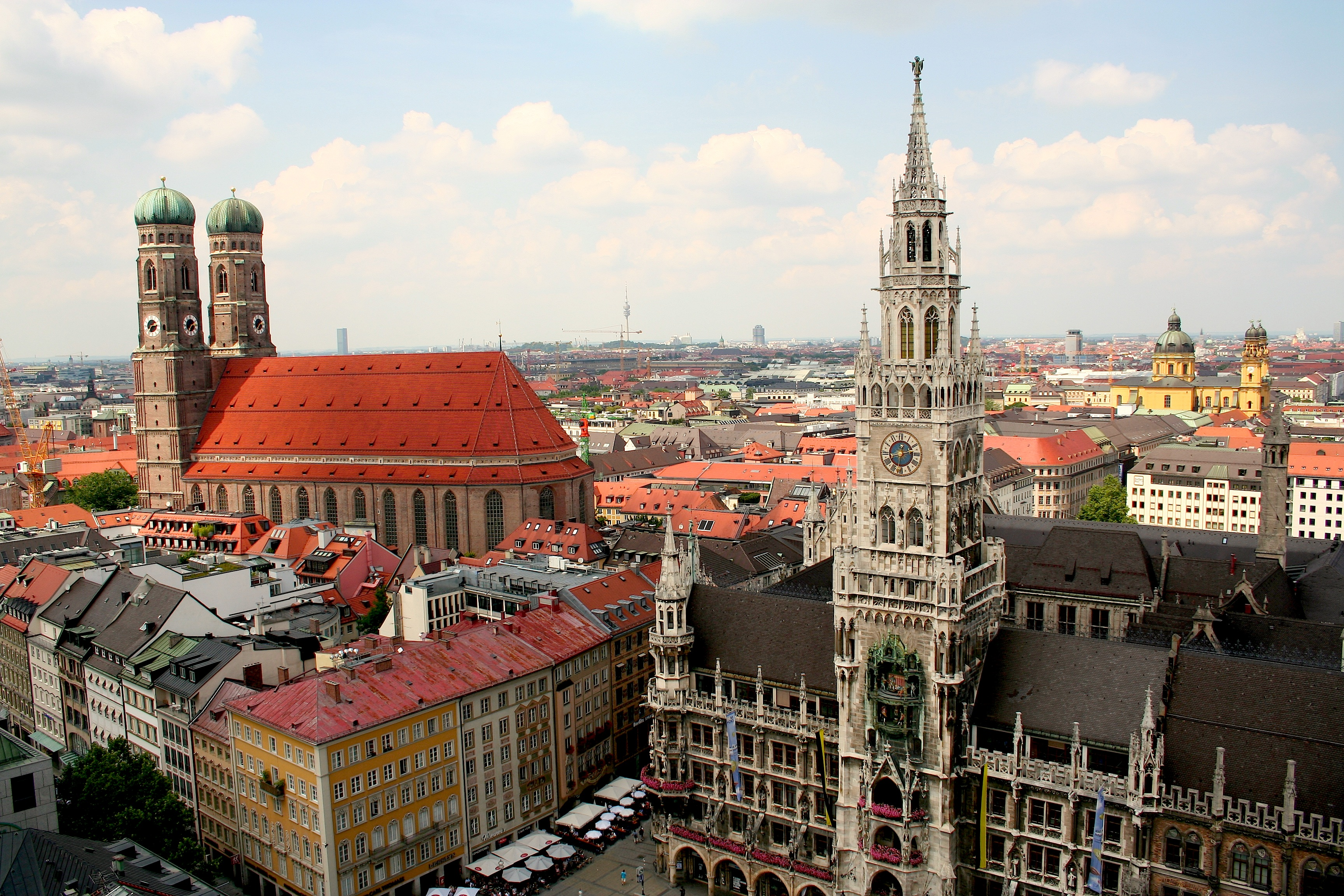
Munich

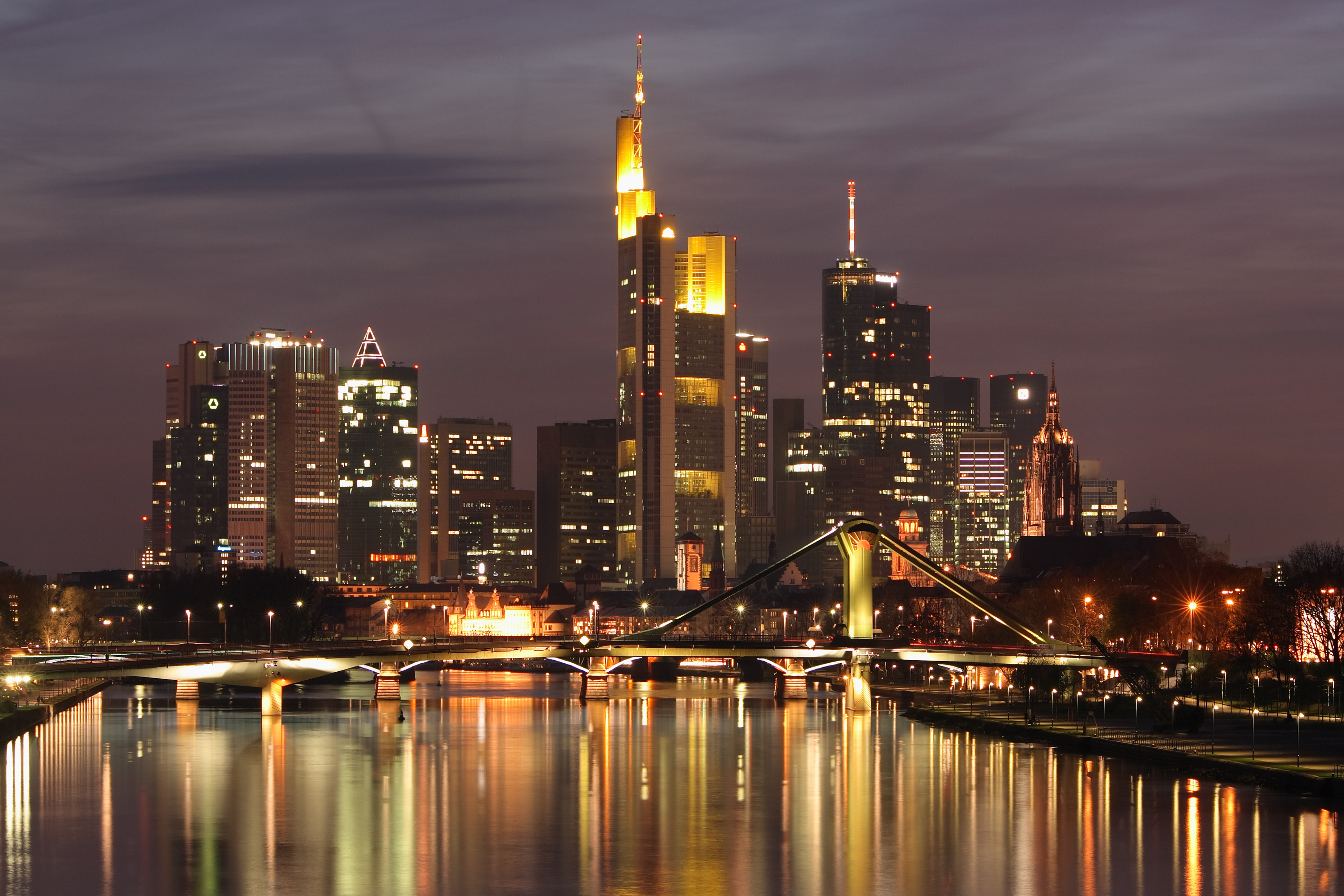
Francfort

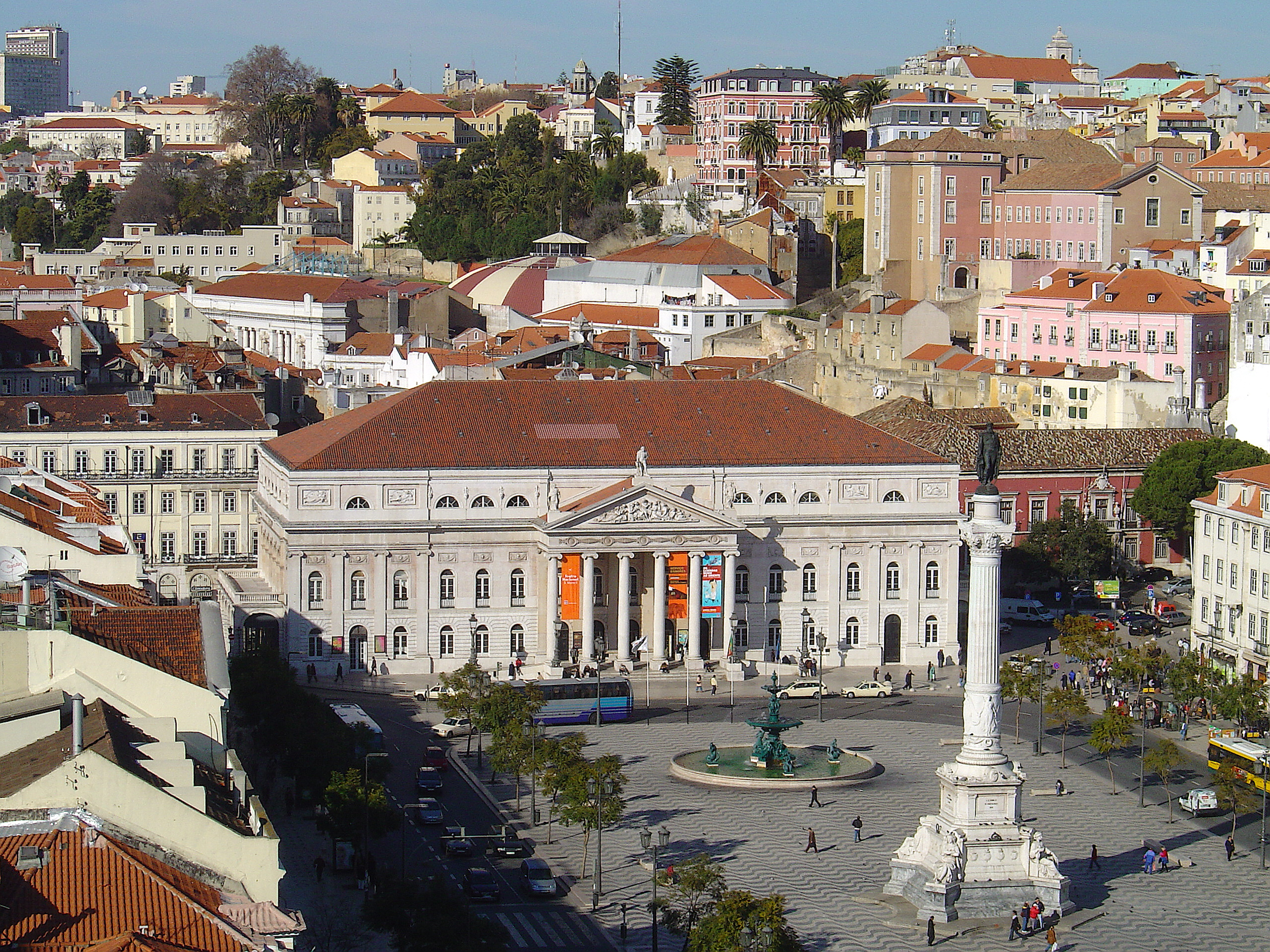
Lisbonne

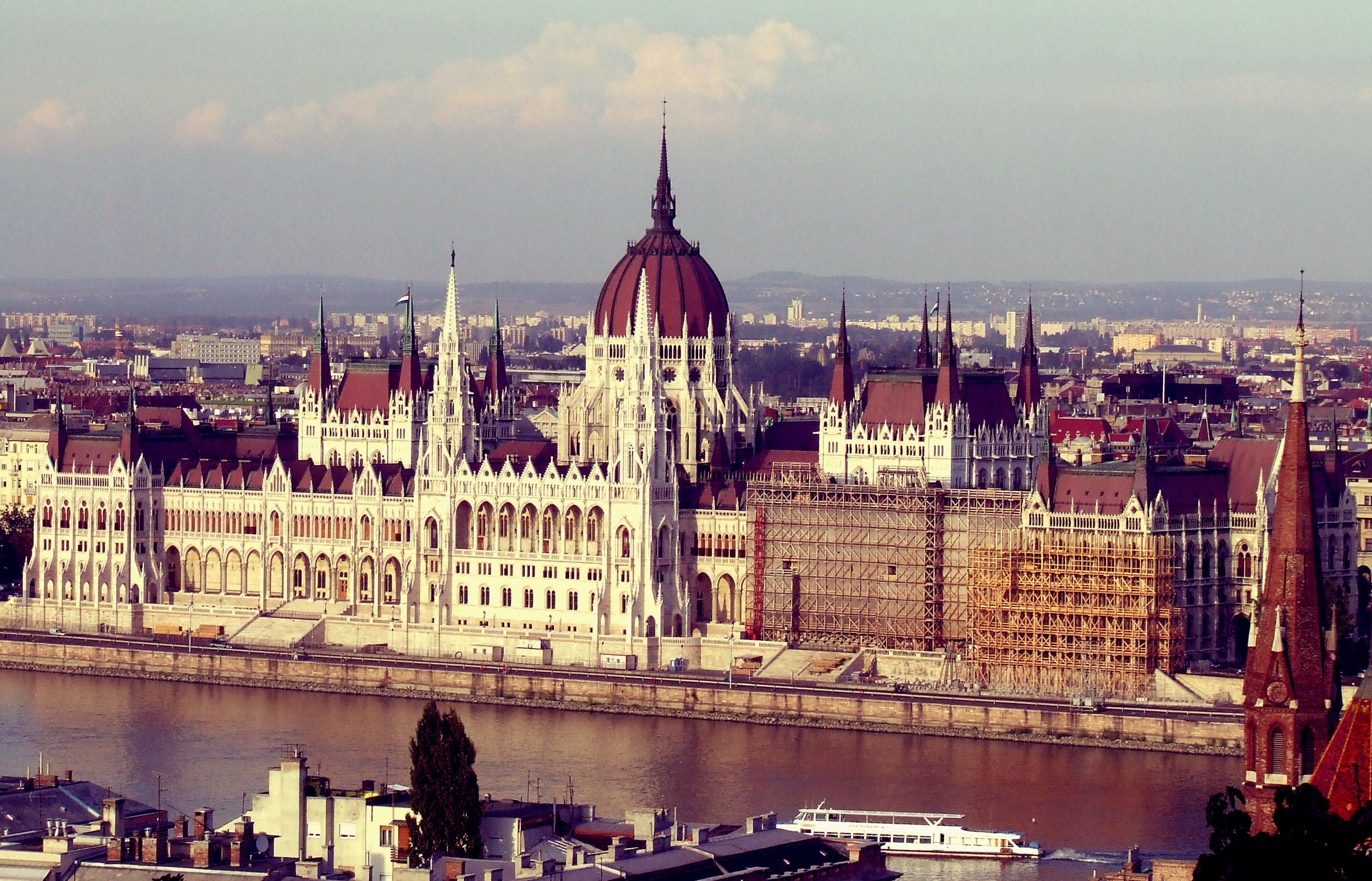
Budapest

Cette liste comprend les zones urbaines élargies de l'Union européenne, de Norvège, de Suisse, ainsi que quelques zones urbaines élargies de Turquie (mais ni Istanbul, ni Ankara).
| Rang[Quoi ?] | Zone urbaine étendue                      | Pays               | Pop. 2018    |
| ------------ | ----------------------------------------- | ------------------ | ------------ |
| 001          | Paris                                     | France             | 12 532 409   |
| 002          | Londres                                   | Royaume-Uni        | 12 434 823   |
| 003          | Madrid                                    | Espagne            | 06 791 667   |
| 005          | Ruhr (Essen, Dortmund, Duisbourg, Bochum) | Allemagne          | 05 113 487   |
| 006          | Berlin                                    | Allemagne          | 05 259 363   |
| 007          | Barcelone                                 | Espagne            | 04 991 133   |
| 008          | Athènes                                   | Grèce              | 04 013 368   |
| 010          | Rome                                      | Italie             | 04 429 025   |
| 011          | Hambourg                                  | Allemagne          | 03 309 215   |
| 012          | Milan                                     | Italie             | 05 154 657   |
| 013          | Katowice                                  | Pologne            | 02 710 397   |
| 014          | Stuttgart                                 | Allemagne          | 02 778 981   |
| 015          | Varsovie                                  | Pologne            | 02 660 406   |
| 016          | Manchester                                | Royaume-Uni        | 02 535 400   |
| 017          | Munich                                    | Allemagne          | 02 883 373   |
| 018          | Francfort                                 | Allemagne          | 02 693 115   |
| 020          | Lisbonne                                  | Portugal           | 02 435 837   |
| 021          | Budapest                                  | Hongrie            | 02 421 831   |
| 022          | Leeds                                     | Royaume-Uni        | 02 408 700   |
| 023          | Birmingham                                | Royaume-Uni        | 02 362 500   |
| 024          | Naples                                    | Italie             | 03 406 777   |
| 025          | Vienne                                    | Autriche           | 02 179 769   |
| 026          | Bucarest                                  | Roumanie           | 02 140 194   |
| 027          | Prague                                    | République tchèque | 01 964 750   |
| 028          | Cologne                                   | Allemagne          | 01 994 524   |
| 029          | Stockholm                                 | Suède              | 01 860 872   |
| 030          | Copenhague                                | Danemark           | 01 822 569   |
| 031          | Bruxelles                                 | Belgique           | 01 800 663   |
| 032          | Lyon                                      | France             | 01 748 271   |
| 033          | Glasgow                                   | Royaume-Uni        | 01 747 000   |
| 034          | Turin                                     | Italie             | 01 703 341   |
| 035          | Marseille                                 | France             | 01 601 095   |
| 036          | Valence                                   | Espagne            | 01 564 145   |
| 037          | Dublin                                    | Irlande            | 01 534 426   |
| 038          | Düsseldorf                                | Allemagne          | 01 525 029   |
| 039          | Bursa                                     | Turquie            | 01 458 067   |
| 040          | Amsterdam                                 | Pays-Bas           | 01 443 258   |
| 041          | Adana                                     | Turquie            | 01 384 680   |
| 042          | Dresde                                    | Allemagne          | 01 365 136   |
| 043          | Liverpool                                 | Royaume-Uni        | 01 359 600   |
| 044          | Sofia                                     | Bulgarie           | 01 311 119   |
| 045          | Bielefeld                                 | Allemagne          | 01 297 876   |
| 046          | Hanovre                                   | Allemagne          | 01 294 447   |
| 047          | Nuremberg                                 | Allemagne          | 01 288 797   |
| 048          | Sheffield                                 | Royaume-Uni        | 01 278 700   |
| 049          | Cracovie                                  | Pologne            | 01 264 322   |
| 050          | Séville                                   | Espagne            | 01 249 346   |
| 051          | Brême                                     | Allemagne          | 01 249 291   |
| 052          | Helsinki                                  | Finlande           | 01 240 482   |
| 053          | Lille (partie française)                  | France             | 01 223 173   |
| 054          | Rotterdam                                 | Pays-Bas           | 01 186 818   |
| 055          | Łódź                                      | Pologne            | 01 163 516   |
| 056          | Ostrava                                   | République tchèque | 01 153 876   |
| 057          | Zurich                                    | Suisse             | 01 115 758   |
| 058          | Gdańsk                                    | Pologne            | 01 105 203   |
| 059          | Toulouse                                  | France             | 01 102 887   |
| 060          | Porto                                     | Portugal           | 01 099 040   |
| 061          | Oslo                                      | Norvège            | 01 090 513   |
| 062          | Newcastle                                 | Royaume-Uni        | 01 054 100   |
| 063          | Gaziantep                                 | Turquie            | 01 042 732   |
| 064          | Zagreb                                    | Croatie            | 01 041 214   |
| 065          | Wrocław                                   | Pologne            | 01 031 439   |
| 066          | Poznań                                    | Pologne            | 01 018 511   |
| 067          | Bristol                                   | Royaume-Uni        | 01 017 700   |
| 068          | Riga                                      | Lettonie           | 01 003 949   |
| 069          | Leipzig                                   | Allemagne          | 01 001 823   |
| 070          | Bordeaux                                  | France             | 00 999 149   |
| 071          | Thessalonique                             | Grèce              | 00 995 766   |
| 072          | Nice                                      | France             | 00 991 903   |
| 073          | La Haye                                   | Pays-Bas           | 00 978 161   |
| 074          | Bilbao                                    | Espagne            | 00 939 994   |
| 075          | Konya                                     | Turquie            | 00 919 433   |
| 076          | Anvers                                    | Belgique           | 00 915 258   |
| 077          | Nantes                                    | France             | 00 908 815   |
| 078          | Bonn                                      | Allemagne          | 00 908 503   |
| 079          | Göteborg                                  | Suède              | 00 873 335   |
| 080          | Palerme                                   | Italie             | 00 856 414   |
| 081          | Sarrebruck                                | Allemagne          | 00 855 317   |
| 082          | Cardiff                                   | Royaume-Uni        | 00 841 300   |
| 083          | Nottingham                                | Royaume-Uni        | 00 833 700   |
| 084          | Diyarbakir                                | Turquie            | 00 814 874   |
| 085          | Antalya                                   | Turquie            | 00 814 685   |
| 086          | Édimbourg                                 | Royaume-Uni        | 00 787 700   |
| 087          | Bâle (Basel)                              | Suisse             | 00 784 000   |
| 88           | Cordoue                                   | Espagne            | 00 779 870   |
| 89           | Szczecin                                  | Pologne            | 00 777 806   |
| 90           | Leicester                                 | Royaume-Uni        | 00 774 500   |
| 91           | Bologne                                   | Italie             | 00 737 367   |
| 92           | Brno                                      | République tchèque | 00 728 101   |
| 93           | Strasbourg (partie française)             | France             | 00 1 300 414 |
| 94           | Gênes                                     | Italie             | 00 715 116   |
| 95           | Karlsruhe                                 | Allemagne          | 00 712 475   |
| 96           | Vilnius                                   | Lituanie           | 00 709 870   |
| 97           | Malaga                                    | Espagne            | 00 699 916   |
| 98           | Florence                                  | Italie             | 00 693 275   |
| 99           | Saragosse                                 | Espagne            | 00 685 873   |
| 100          | Kayseri                                   | Turquie            | 00 675 734   |
| 101          | Rouen                                     | France             | 00 669 275   |
| 102          | Badajoz                                   | Espagne            | 00 663 896   |
| 103          | Århus                                     | Danemark           | 00 653 472   |
| 104          | Lublin                                    | Pologne            | 00 652 642   |
| 105          | Coventry                                  | Royaume-Uni        | 00 644 100   |
| 106          | Kiel                                      | Allemagne          | 00 641 905   |
| 107          | Belfast                                   | Royaume-Uni        | 00 641 600   |
| 108          | Augsbourg                                 | Allemagne          | 00 629 139   |
| 109          | Liège                                     | Belgique           | 00 626 357   |
| 110          | Las Palmas de Gran Canaria                | Espagne            | 00 625 892   |
| 111          | Fribourg-en-Brisgau                       | Allemagne          | 00 618 467   |
| 112          | Venise                                    | Italie             | 00 608 378   |
| 113          | Bari                                      | Italie             | 00 606 378   |
| 114          | Kocaeli                                   | Turquie            | 00 601 351   |
| 115          | Bratislava                                | Slovaquie          | 00 601 132   |
| 116          | Padoue                                    | Italie             | 00 596 754   |
| 117          | Toulon                                    | France             | 00 595 884   |
| 118          | Palma de Majorque                         | Espagne            | 00 593 386   |
| 119          | Bydgoszcz                                 | Pologne            | 00 582 927   |
| 120          | Hull                                      | Royaume-Uni        | 00 581 200   |
| 121          | Rennes                                    | France             | 00 571 247   |
| 122          | Catane                                    | Italie             | 00 570 181   |
| 123          | Utrecht                                   | Pays-Bas           | 00 564 485   |
| 124          | Vérone                                    | Italie             | 00 557 283   |
| 125          | Malmö                                     | Suède              | 00 550 289   |
| 126          | Vigo                                      | Espagne            | 00 548 799   |
| 127          | Erfurt                                    | Allemagne          | 00 543 226   |
| 128          | Linz                                      | Autriche           | 00 532 995   |
| 129          | Grenoble                                  | France             | 00 531 440   |
| 130          | Białystok                                 | Pologne            | 00 523 958   |
| 131          | Magdebourg                                | Allemagne          | 00 522 657   |
| 132          | Tallinn                                   | Estonie            | 00 521 410   |
| 133          | Montpellier                               | France             | 00 510 391   |
| 134          | Malatya                                   | Turquie            | 00 501 849   |